# Colm Feore
Colm Feore (Boston, 22 de agosto de 1958), é um renomado ator americano-canadense de cinema e televisão.
Colm fez participações no filme 24 Horas - Redenção e no seriado 24 Horas, dentre outros trabalhos.
Participou também na serie The Borgias

## Filmografia

### Cinema
- Iron Eagle II (1987)
- City of Angels (1997)
- A Tempestade do Século (1999)
- Pearl Harbor (2001)
- A Soma de Todos os Medos (2002)
- National Security (2003)
- Highwaymen (2004)
- Bon Cop, Bad Cop (2006)
- 24 Horas - Redenção (2007)
- 24 Horas (2008-2009)
- Thor (2011)
- Jack Ryan: Shadow Recruit (2014)
- The Amazing Spider-Man 2 (2014)

### Televisão
- The Listener (2009) ... Ray Mercer
- The Borgias (2011 - 2013) ... Cardeal della Rovere
- Revolution (2012) ... Randall
- Sensitive Skin (2014) ... Roger
- Gotham (2014) ... Francis Dulmacher
- The Umbrella Academy (2019) ... Sir Reginald Hargreeves